# Kvinnobilder
Kvinnobilder (finska: Naisenkuvia) är en finsk dramakomedifilm från 1970 i regi av Jörn Donner. I rollerna ses bland andra Ritva Vepsä, Jörn Donner och Kirsti Wallasvaara.

## Handling
Den finske porrfilmsproducent Pertsa återvänder hem från USA för att fortsätta göra filmer med hopplöst små budgetar och inkompetenta medarbetare. Filmen är en självironisk satir över Donners egen väg till berömmelse i slutet av 1960-talet.

## Rollista
- Ritva Vepsä – Saara Suominen, biologilärare
- Jörn Donner – Pertti "Pertsa", porregissör
- Kirsti Wallasvaara – Liisa, gymnastiklärare
- Aarre Elo	– Jussi
- Marianne Holmström – Ulla Magdalena Carlsson
- Henrik Granö – Sven Alarik Pettersson
- Lennart Lauramaa – filmproducenten
- Hannu Oravisto – skolpojke
- Heli Sakki – skådespelare
- Jaakko Talaskivi – Peter von Spaak, filmregissör
- Pirjo Honkasalo – medlem av filmteamet
- Anssi Mänttäri – specialeffekttekniker
- Jukka Sipilä – fastighetsmäklare
- Helena Mäkelä – journalist
- Henrik Lax – borgmästaren
- Aimo Paapio – Ullas far
- Elvi Saarnio – Ullas mor
- Päivi Hartzell – kvinna i hamnen
- Liisa Helminen – kvinna i hamnen
- Paul Brück – man i hamnen
- Juhani Kumpulainen – stämningsman

## Om filmen
Kvinnobilder producerades av Arno Carlstedt för bolagen Jörn Donner Productions Oy och FJ-Filmi Oy. Filmen spelades in efter ett manus av Donner och fotades av Heikki Katajisto. Den klipptes av Donner och innehöll musik komponerad av Claes af Geijerstam. Premiären ägde rum den 6 februari 1970 på biograferna Rex, Tuulensuu och Axa i Helsingfors. I Sverige var biopremiären förlagd till den 9 oktober 1970.